# Lịch sử hành chính Quảng Bình
Quảng Bình là một tỉnh cũ thuộc vùng Bắc Trung Bộ, miền Trung Việt Nam. Phía bắc giáp tỉnh Hà Tĩnh, phía nam giáp tỉnh Quảng Trị, phía đông giáp vịnh Bắc Bộ, phía tây giáp các tỉnh Khammouan và Savannakhet của Lào.

## Thời cổ - trung đại

### Trước khi thành lập tỉnh
Các khai quật khảo cổ ở khu vực đã chứng tỏ rằng đã có loài người sinh sống ở khu vực này từ thời kỳ đồ đá. Nhiều hiện vật như bình sử, sành, công cụ lao động đã được phát hiện ở đây. Năm 1926, một vị nữ khảo cổ người Pháp Madeleine Colani đã phát hiện nhiều di vật ở các hang động phía tây Quảng Bình. Bà đã kết luận rằng đã có sự hiện diện của văn hóa Hòa Bình ở khu vực này.
Thời Hán, Quảng Bình thuộc quận Nhật Nam. Sau khi Champa giành được độc lập và lập nước Lâm Ấp (thuộc Quảng Nam, Quảng Ngãi, Bình Định ngày nay), các triều vua Champa thường vượt đèo Hải Vân tiến ra cướp phá đất Nhật Nam và Cửu Chân và họ đã làm chủ vùng đất từ đèo Ngang trở vào khi nhà Tấn (Trung Quốc) suy yếu. Từ đó Quảng Bình là vùng đất địa đầu của Champa đối với các triều đại Trung Hoa cũng như các triều đại Việt khi người Việt đã giành được độc lập.
Năm 1069, Lý Thánh Tông - vua của Đại Việt đánh Champa bắt được vua Champa đưa về Thăng Long, để được tha vua Champa đã dâng đất (Địa Ly, Bố Chính, Ma Linh) tương ứng với tỉnh Quảng Bình và các huyện Vĩnh Linh, Gio Linh, Cam Lộ, bắc Đông Hà, bắc Hướng Hóa của Quảng Trị ngày nay cho Đại Việt và Quảng Bình chính thức thuộc về Đại Việt từ năm 1069.
Thời Lê sơ, Quảng Bình thuộc xứ Thuận Hoá (bao gồm Quảng Bình, Quảng Trị, Thừa Thiên-Huế, Đà Nẵng, bắc Quảng Nam ngày nay).
Đời Lê Trung Hưng có tên là Tiên Bình. Năm 1604, đổi tên là Quảng Bình.
Chúa Nguyễn Phúc Khoát chia Quảng Bình thành 3 dinh: dinh Bố Chính (trước là dinh Ngói), dinh Mười (hay dinh Lưu Đồn), dinh Quảng Bình (hay dinh Trạm).

### Sau khi thành lập tỉnh
Tỉnh được thành lập năm 1831, đặt phủ Quảng Ninh, sau đặt thêm phủ Quảng Trạch.
- Phủ Quảng Ninh gồm 3 huyện: Lệ Thủy, Phong Đăng, Phong Lộc (trong đó có Đồng Hới), tức là khu vực Đồng Hới trở vào.
- Phủ Quảng Trạch gồm 3 huyện: Bố Trạch, Bình Chánh, Minh Chánh, là khu vực Bố Trạch trở ra.

## Giai đoạn 1945 - 1954

### Về phíaViệt Nam Dân chủ Cộng hòa
Sau năm 1945, bỏ cấp phủ, gọi chung là huyện. Tỉnh Quảng Bình có 1 thị xã Đồng Hới và 6 huyện: Bố Trạch, Lệ Thủy, Minh Hóa, Quảng Ninh, Quảng Trạch, Tuyên Hóa.

## Giai đoạn 1954 - 1975
Năm 1966, thành lập thị trấn nông trường Việt Trung thuộc huyện Bố Trạch và thị trấn nông trường Lệ Ninh thuộc huyện Lệ Thủy.

## Giai đoạn 1975 - 2025

### TỉnhBình Trị Thiên

#### ThờiViệt Nam Dân chủ Cộng hòa-Cộng hòa miền Nam Việt Nam(1975 - 1976)
Ngày 24 tháng 2 năm 1976, Chánh phủ Cộng hòa miền Nam Việt Nam ban hành Nghị định về việc giải thể khu, hợp nhất tỉnh ở miền Nam Việt Nam Việt Nam. Theo đó, tỉnh Bình Trị Thiêngồm tỉnh Quảng Bình, tỉnh Quảng Trị, tỉnh Thừa Thiên và thành phố Huế, theo sự thỏa thuận với Chính phủ Việt Nam Dân chủ Cộng hòa. Tổ chức hành chính trên địa bàn gồm thị xã Đồng Hới và 6 huyện: Bố Trạch, Lệ Thủy, Minh Hóa, Quảng Ninh, Quảng Trạch, Tuyên Hóa.

#### Năm 1977: Quyết định số 613-VP18
- Quyết định số 613-VP18[5] ngày 23 tháng 2 năm 1977 của Phủ Thủ tướng về việc thành lập xã Quảng Tiến thuộc huyện Quảng Trạch, tỉnh Bình Trị Thiên:
- Huyện Quảng Trạch

1. Thành lập xã Quảng Tiến thuộc huyện Quảng Trạch, tỉnh Bình Trị Thiên.

#### Năm 1977: Quyết định số 62-CP
- Quyết định số 62-CP[6] ngày 11 tháng 3 năm 1977 của Hội đồng Chính phủ về việc hợp nhất và điều chỉnh địa giới một số huyện thuộc tỉnh Bình Trị Thiên:
- Huyện Lệ Thủy, huyện Quảng Ninh

1. Hợp nhất huyện Lệ Thủy và huyện Quảng Ninh thành một huyện lấy tên là huyện Lệ Ninh;

- Huyện Quảng Ninh, huyện Bố Trạch

1. Sáp nhập vùng lâm nghiệp Ba Rền và Cổ Tràng ở phía Bắc sông Long Đại thuộc huyện Quảng Ninh vào huyện Bố Trạch;

- Huyện Minh Hóa, huyện Tuyên Hóa

1. Hợp nhất huyện Minh Hóa và huyện Tuyên Hóa thành một huyện lấy tên là huyện Tuyên Hóa;

- Huyện Tuyên Hóa, huyện Quảng Trạch

1. Sáp nhập các xã Văn Hóa, Phù Hóa, Cảnh Hóa, Tiến Hóa, Mai Hóa, Châu Hóa, Ngư Hóa, Cao Hóa và Quảng Hóa của huyện Tuyên Hóa vào huyện Quảng Trạch;

#### Năm 1979: Quyết định số 21-CP
- Quyết định số 21-CP[7] ngày 18 tháng 1 năm 1979 của Hội đồng Chính phủ về việc mở rộng thị xã Đồng Hới thuộc tỉnh Bình Trị Thiên:
- Huyện Lệ Ninh, thị xã Đồng Hới

1. Sáp nhập các xã Nghĩa Ninh, Lộc Ninh, Lý Ninh, Bảo Ninh và Đức Ninh của huyện Lệ Ninh, tỉnh Bình Trị Thiên vào thị xã Đồng Hới.

#### Năm 1979: Quyết định số 102-CP
- Quyết định số 102-CP[8] ngày 13 tháng 3 năm 1979 của Hội đồng Bộ trưởng về việc phân vạch địa giới một số xã và phường thuộc tỉnh Bình Trị Thiên:
- Huyện Bố Trạch

1. Thành lập ở vùng kinh tế mới Phú Định một xã mới lấy tên là xã Phú Định.

- Huyện Quảng Trạch

1. Hợp nhất xã Cao Hóa và xã Quảng Hóa thành một xã lấy tên là xã Cao Quảng.

#### Năm 1981: Quyết định số 73-HĐBT
- Quyết định số 73-HĐBT[9] ngày 17 tháng 9 năm 1981 của Hội đồng Bộ trưởng về việc phân vạch địa giới một số xã thuộc tỉnh Bình Trị Thiên:
- Huyện Lệ Ninh

1. Thành lập một xã mới lấy tên là xã Trường Xuân.

#### Năm 1983: Quyết định số 3-HĐBT
- Quyết định số 3-HĐBT[10] ngày 6 tháng 1 năm 1983 của Hội đồng Bộ trưởng về việc phân vạch địa giới một số xã, phường và thị trấn thuộc tỉnh Bình Trị Thiên:
- Huyện Lệ Ninh

1. Chia xã Gia Ninh thành 2 xã lấy tên là xã Hải Ninh và xã Gia Ninh.
2. Chia xã Ngư Thủy thành 3 xã lấy tên là xã Ngư Hòa, xã Hải Thủy và xã Ngư Thủy.

#### Năm 1985: Quyết định số 103-HĐBT
- Quyết định số 103-HĐBT[11] ngày 2 tháng 4 năm 1985 của Hội đồng Bộ trưởng về việc điều chỉnh địa giới huyện Lệ Ninh và thị xã Đồng Hơi thuộc tỉnh Bình Trị Thiên:
- Huyện Lệ Ninh

1. Tách hai xã Lương Ninh và xã Vĩnh Ninh thuộc huyện Lệ Ninh để sáp nhập vào thị xã Đồng Hới.
2. Thị xã Đồng Hới sau khi điều chỉnh địa giới có 7 xã là xã Đức Ninh, Lý Ninh, Lộc Ninh, Nghĩa Ninh, Bảo Ninh, Lương Ninh, Vĩnh Ninh và 4 phương Phú Hải, Đồng Phú, Đồng Sơn, Hải Thành.
3. Huyện Lệ Ninh sau khi điều chỉnh địa giới có 35 xã là xã Võ Ninh, Duy Ninh, Hàm Ninh, Hiền Ninh, Xuân Ninh, Trường Sơn, Trường Xuân, Tân Ninh, An Ninh, Vạn Ninh, Hoa Thủy, Ngân Thủy, Sơn Thủy, Phú Thủy, Mai Thủy, Trường Thủy, Kim Thủy, Mỹ Thủy, Dương Thủy, Thái Thủy, Tân Thủy, Xuân Thủy, Liên Thủy, Phong Thủy, An Thủy, Lộc Thủy, Hồng Thủy, Cam Thủy, Hưng Thủy, Ngư Thủy, Sen Thủy, Gia Ninh, Hải Ninh, Hải Thủy, Ngư Hòa và thị trấn nông trường Lệ Ninh.

#### Năm 1986: Quyết định số 72-HĐBT
- Quyết định số 72-HĐBT[12] ngày 13 tháng 6 năm 1986 của Hội đồng Bộ trưởng về việc điều chỉnh địa giới hành chính một số xã, thị trấn của các huyện Phú Lộc, Bố Trạch, Lệ Ninh, Bến Hải và các thị xã Đông Hà, Đồng Hới thuộc tỉnh Bình Trị Thiên:
- Huyện Bố Trạch

1. Thành lập thị trấn Hoàn Lão (thị trấn huyện lỵ huyện Bố Trạch) trên cơ sở các thôn Vinh Lão, Nha Vồ, Lòi Lài và xóm Chùa của xã Trung Trạch; 24 hécta đất (không có dân) của thôn Đại Phương thuộc xã Đại Trạch và và 32 hécta đất (không có dân) của thôn Tây Hà thuộc xã Tây Trạch.
2. Thành lập xã Sơn Lộc trên cơ sở thôn Cửa Lăng của xã Phú Trạch; xóm Đá, xóm Mít và xóm Cồn của xã Vạn Trạch.

- Huyện Lệ Ninh

1. Thành lập thị trấn Kiến Giang trên cơ sở thôn Thượng Lưu của xã Liên Thủy; thôn Quảng Cư của xã Xuân Thủy và đội 4, đội 5 của thôn Hà Thanh thuộc xã Phong Thủy.

- Thị xã Đồng Hới

1. Chia xã Lộc Ninh thành 2 xã lấy tên là xã Lộc Ninh và xã Quang Phú.

### TỉnhQuảng Bình

#### Năm 1989: Quốc hội khóa VIII, Kỳ họp thứ 5
- Nghị quyết ngày 30 tháng 6 năm 1989 của Quốc hội khóa VIII, Kỳ họp thứ 5[13] về việc phân vạch địa giới hành chính của các tỉnh Nghĩa Bình, Phú Khánh và Bình Trị Thiên:
- Tỉnh Bình Trị Thiên, tỉnh Quảng Bình

1. Chia tỉnh Bình Trị Thiên thành 3 tỉnh mới lấy tên là tỉnh Quảng Bình, tỉnh Quảng Trị và tỉnh Thừa Thiên Huế.
2. Tỉnh Quảng Bình có 5 đơn vị hành chính gồm: thị xã Đồng Hới và 4 huyện: Tuyên Hóa, Quảng Trạch, Bố Trạch, Lệ Ninh. Tỉnh lỵ: thị xã Đồng Hới.

#### Năm 1990: Quyết định số 190-HĐBT
- Quyết định số 190-HĐBT[14] ngày 1 tháng 6 năm 1990 của Hội đồng Bộ trưởng về việc điều chỉnh địa giới huyện Quảng Trạch, thị xã Đồng Hới và chia huyện Lệ Ninh, huyện Tuyên Hóa thuộc tỉnh Quảng Bình:
- Thị xã Đồng Hới, huyện Lệ Ninh, huyện Lệ Thủy, huyện Quảng Ninh

1. Chuyển 2 xã Lương Ninh, Vĩnh Ninh thuộc thị xã Đồng Hới về huyện Lệ Ninh;  chia huyện Lệ Ninh thành 2 huyện là huyện Lệ Thủy và huyện Quảng Ninh.
  1. Huyện Lệ Thủy có thị trấn Kiến Giang, thị trấn nông trường Lệ Ninh và 24 xã: Hoa Thủy, Sơn Thủy, Phú Thủy, Mai Thủy, Trường Thủy, Dương Thủy, Tân Thủy, Mỹ Thủy, Thái Thủy, Hưng Thủy, Ngư Thủy, Ngư Hòa, Hải Thủy, Sen Thủy, Cam Thủy, Thanh Thủy, Hồng Thủy, Phong Thủy, An Thủy, Lộc Thủy, Xuân Thủy, Liên Thủy, Kim Thủy, Ngân Thủy; với 127.600 ha diện tích tự nhiên và 119.900 nhân khẩu.
  2. Huyện Quảng Ninh có 14 xã: Võ Ninh, Gia Ninh, Hải Ninh, Duy Ninh, Hàm Ninh, Tân Ninh, Xuân Ninh, Hiền Ninh, An Ninh, Vạn Ninh, Trường Xuân, Trường Sơn, Lương Ninh, Vĩnh Ninh; với 88.480 ha diện tích tự nhiên và 71.200 nhân khẩu.
  3. Thị xã Đồng Hới còn lại 4 phường: Đồng Sơn, Đồng Phú, Đồng Hải, Hải Thành và 6 xã: Đức Ninh, Lý Ninh, Nghĩa Ninh, Lộc Ninh, Bảo Ninh, Quảng Phú với 14.600 ha diện tích tự nhiên và 80.800 nhân khẩu.

- Huyện Quảng Trạch, huyện Tuyên Hóa, huyện Minh Hóa

1. Chuyển 6 xã: Tiến Hóa, Văn Hóa, Châu Hóa, Mai Hóa, Ngư Hóa và Cao Quảng, thuộc huyện Quảng Trạch về huyện Tuyên Hóa. Chia huyện Tuyên Hóa thành hai huyện là huyện Tuyên Hóa và huyện Minh Hóa từ huyện Tuyên Hóa.
  1. Huyện Tuyên Hóa (mới) có 16 xã: Phong Hóa, Thạch Hóa, Đức Hóa, Đồng Hóa, Thuận Hóa, Lệ Hóa, Kim Hóa, Lâm Hóa, Thanh Hóa, Hương Hóa, Tiến Hóa, Văn Hóa, Châu Hóa, Mai Hóa, Ngư Hóa, Cao Quảng; với 147.000 ha diện tích tự nhiên và 71.760 nhân khẩu.
  2. Huyện Minh Hóa có 14 xã: Hồng Hóa, Yên Hóa, Xuân Hóa, Quý Hóa, Minh Hóa, Tân Hóa, Thượng Hóa, Trung Hóa, Dân Hóa, Hợp Hóa, Hóa Tiến, Hóa Sơn, Hóa Phúc, Hóa Thanh; với 139.380 ha diện tích tự nhiên và 35.700 nhân khẩu.
  3. Huyện Quảng Trạch còn lại thị trấn Ba Đồn và 33 xã: Quảng Kim, Quảng Phú, Quảng Hợp, Quảng Châu, Quảng Tùng, Quảng Đông, Cảnh Dương, Quảng Hưng, Quảng Xuân, Quảng Phúc, Quảng Thọ, Quảng Thuận, Quảng Hải, Quảng Thanh, Quảng Phong, Quảng Trường, Quảng Phương, Quảng Long, Quảng Lưu, Quảng Thạch, Quảng Tiến, Quảng Văn, Quảng Minh, Quảng Hòa, Quảng Sơn, Quảng Thủy, Quảng Lộc, Quảng Tân, Quảng Trung, Quảng Liên, Quảng Tiên, Phù Hóa, Cảnh Hóa; với 92.820 ha diện tích tự nhiên và 159.100 nhân khẩu.

Năm 1991: Quyết định số 568/TCCP
- Quyết định số 568/TCCP[15] ngày 9 tháng 11 năm 1991 của Ban Tổ chức – Cán bộ Chính phủ về việc thành lập hai phường mới thuộc thị xã Đồng Hới, tỉnh Quảng Bình:
- Thị xã Đồng Hới

1. Thành lập phường Bắc Lý trên cơ sở 2.920 ha diện tích tự nhiên và 8.136 nhân khẩu.
2. Thành lập phường Nam Lý trên cơ sở phần còn lại của xã Lý Ninh; gồm 397 ha diện tích tự nhiên và 6.313 nhân khẩu.
3. Sau khi phân vạch, điều chỉnh địa giới thị xã Đồng Hới có 11 đơn vị hành chính, bao gồm các phường Đồng Sơn, Đồng Phú, Phú Hải, Hải Thành, Bắc Lý, Nam Lý và các xã Đức Ninh, Nghĩa Ninh, Lộc Ninh, Bảo Ninh, Quảng Phú.

#### Năm 1992: Quyết định số 487/TCCP
- Quyết định số 487/TCCP[16] ngày 4 tháng 8 năm 1992 của Ban Tổ chức – Cán bộ Chính phủ về việc thành lập phường mới thuộc thị xã Đồng Hới, tỉnh Quảng Bình:
- Thị xã Đồng Hới

1. Tách của phường Đồng Phú: 50 ha diện tích tự nhiên và 3.906 nhân khẩu để thành lập phường Đồng Mỹ, 160 ha diện tích tự nhiên và 4.187 nhân khẩu để thành lập phường Hải Đình.
2. Sau khi điều chỉnh địa giới, thị xã Đồng Hới có 13 đơn vị hành chính, là các phường Đồng Sơn, Hải Thành, Đồng Phú, Phú Hải, Bắc Lý, Nam Lý, Đồng Mỹ, Hải Đình và các xã: Đức Ninh, Bảo Ninh, Lộc Ninh, Nghĩa Ninh, Quảng Phú.

#### Năm 1994: Nghị định số 58-CP
- Nghị định số 58-CP[17] ngày 28 tháng 6 năm 1994 của Chính phủ về việc chia xã Trường Thủy thuộc huyện Lệ Thủy, tỉnh Quảng Bình:
- Huyện Lệ Thủy

1. Chia xã Trường Thủy thuộc huyện Lệ Thủy, tỉnh Quảng Bình thành 2 xã Trường Thủy và Văn Thủy.

#### Năm 1998: Nghị định số 34/1998/NĐ-CP
- Nghị định số 34/1998/NĐ-CP[18] ngày 30 tháng 5 năm 1998 của Chính phủ về việc thành lập xã Thuận Đức thuộc thị xã Đồng Hới, tỉnh Quảng Bình:
- Thị xã Đồng Hới

1. Thành lập xã Thuận Đức thuộc thị xã Đồng Hới trên cơ sở 4.322 ha diện tích tự nhiên và 2.412 nhân khẩu của phường Đồng Sơn; 206 ha diện tích tự nhiên và 238 nhân khẩu của phường Bắc Lý và 350 nhân khẩu của xã Đức Ninh đang xây dựng kinh tế mới ở phía Tây phường Đồng Sơn.

#### Năm 1999: Nghị định số 30/1999/NĐ-CP
- Nghị định số 30/1999/NĐ-CP[19] ngày 28 tháng 4 năm 1999 của Chính phủ về việc thành lập một số xã, thị trấn thuộc các Tuyên Hóa và huyện Quảng Ninh, tỉnh Quảng Bình:
- Huyện Tuyên Hóa

1. Thành lập thị trấn Đồng Lê - thị trấn huyện lỵ huyện Tuyên Hóa trên cơ sở 1.072 ha diện tích tự nhiên và 6.186 nhân khẩu của xã Lê Hóa.
2. Thành lập xã Sơn Hóa thuộc huyện Tuyên Hóa trên cơ sở 1.350 ha diện tích tự nhiên và 1.661 nhân khẩu của xã Lê Hóa; 1.652 ha diện tích tự nhiên và 1.311 nhân khẩu của xã Đồng Hóa.

- Huyện Quảng Ninh

1. Thành lập thị trấn Quán Hàu - thị trấn huyện lỵ huyện Quảng Ninh trên cơ sở 186 ha diện tích tự nhiên và 3.515 nhân khẩu của xã Lương Ninh; 138,4 ha diện tích tự nhiên và 1.011 nhân khẩu của xã Vĩnh Ninh.

#### Năm 2000: Nghị định số 31/2000/NĐ-CP
- Nghị định số 31/2000/NĐ-CP[20] ngày 11 tháng 8 năm 2000 của Chính phủ về việc thành lập thị trấn huyện lỵ huyện Minh Hóa, tỉnh Quảng Bình:
- Huyện Minh Hóa

1. Thành lập thị trấn Quy Đạt - thị trấn huyện lỵ huyện Minh Hóa trên cơ sở 722 ha diện tích tự nhiên và 4.763 nhân khẩu của xã Quy Hóa; 15,8 ha diện tích tự nhiên và 137 nhân khẩu của xã Yên Hóa; 20,15 ha diện tích tự nhiên và 226 nhân khẩu của xã Xuân Hóa.

#### Năm 2001: Nghị định số 85/2001/NĐ-CP
- Nghị định số 85/2001/NĐ-CP[21] ngày 14 tháng 11 năm 2001 của Chính phủ về việc thành lập xã Lâm Thủy thuộc huyện Lệ Thủy, tỉnh Quảng Bình:
- Huyện Lệ Thủy

1. Thành lập xã Lâm Thủy thuộc huyện Lệ Thủy trên cơ sở 24.100 ha diện tích tự nhiên và 1.069 nhân khẩu của xã Ngân Thủy.

#### Năm 2003: Nghị định số 40/2003/NĐ-CP
- Nghị định số 40/2003/NĐ-CP[22] ngày 21 tháng 4 năm 2003 của Chính phủ về việc thành lập xã thuộc các huyện Minh Hóa và Tuyên Hóa, tỉnh Quảng Bình:
- Huyện Minh Hóa

1. Thành lập xã Trọng Hóa thuộc huyện Minh Hóa trên cơ sở 18.712 ha diện tích tự nhiên và 2.492 nhân khẩu của xã Dân Hóa.

- Huyện Tuyên Hóa

1. Thành lập xã Thanh Thạch thuộc huyện Tuyên Hóa trên cơ sở 3.200 ha diện tích tự nhiên và 2.576 nhân khẩu của xã Thanh Hóa.
2. Thành lập xã Nam Hóa thuộc huyện Tuyên Hóa trên cơ sở 2.365 ha diện tích tự nhiên và 2.320 nhân khẩu của xã Thạch Hóa.

#### Năm 2004: Nghị định số 7/2004/NĐ-CP
- Nghị định số 7/2004/NĐ-CP[23] ngày 2 tháng 1 năm 2004 của Chính phủ về việc thành lập phường thuộc thị xã Đồng Hới và đổi tên xã thuộc huyện Lệ Thủy, tỉnh Quảng Bình:
- Thị xã Đồng Hới

1. Thành lập phường Đức Ninh Đông thuộc thị xã Đồng Hới trên cơ sở 313,69 ha diện tích tự nhiên và 5.037 nhân khẩu xã Đức Ninh.
2. Thành lập phường Bắc Nghĩa thuộc thị xã Đồng Hới trên cơ sở 776,10 ha diện tích tự nhiên và 6.220 nhân khẩu của xã Nghĩa Ninh.

- Huyện Lệ Thủy

1. Đổi tên xã Ngư Thủy thuộc huyện Lệ Thủy thành xã Ngư Thủy Nam.
2. Đổi tên xã Hải Thủy thuộc huyện Lệ Thủy thành xã Ngư Thủy Trung.
3. Đổi tên xã Ngư Hòa thuộc huyện Lệ Thủy thành xã Ngư Thủy Bắc.

#### Năm 2004: Nghị định số 156/2004/NĐ-CP
- Nghị định số 156/2004/NĐ-CP[24] ngày 16 tháng 8 năm 2004 của Chính phủ về việc thành lập thành phố Đồng Hới thuộc tỉnh Quảng Bình:
- Thành phố Đồng Hới

1. Thành lập thành phố Đồng Hới thuộc tỉnh Quảng Bình trên cơ sở toàn bộ diện tích tự nhiên, dân số và các đơn vị hành chính trực thuộc thị xã Đồng Hới.
2. Thành phố Đồng Hới có 15.554 ha diện tích tự nhiên và 130.636 nhân khẩu, có 16 đơn vị hành chính trực thuộc gồm các phường: Nam Lý, Bắc Lý, Đồng Phú, Phú Hải, Đồng Sơn, Đồng Mỹ, Hải Đình, Hải Thành, Bắc Nghĩa, Đức Ninh Đông và các xã: Nghĩa Ninh, Đức Ninh, Bảo Ninh, Lộc Ninh, Thuận Đức và Quang Phú.
3. Tỉnh Quảng Bình có 7 đơn vị hành chính cấp huyện gồm các huyện: Tuyên Hóa, Minh Hóa, Quảng Trạch, Bố Trạch, Quảng Ninh, Lệ Thủy và thành phố Đồng Hới.

#### Năm 2007: Quyết định số 95/2007/QĐ-TTg
- Quyết định số 95/2007/QĐ-TTg[25] ngày 28 tháng 6 năm 2007 của Thủ tướng Chính phủ về việc xác định tuyến địa giới hành chính giữa hai tỉnh Hà Tĩnh và Quảng Bình, tại khu vực xã Hương Trạch, huyện Hương Khê, tỉnh Hà Tĩnh với xã Hương Hoá, huyện Tuyên Hoá, tỉnh Quảng Bình và xã Kỳ Lạc, huyện Kỳ Anh, tỉnh Hà Tĩnh với xã Ngư Hoá, huyện Tuyên Hoá, tỉnh Quảng Bình

- Tỉnh Hà Tỉnh, tỉnh Quảng Bình

1. Khu vực 1: tuyến địa giới hành chính giữa hai tỉnh tại xã Hương Trạch, huyện Hương Khê, tỉnh Hà Tĩnh và xã Hương Hoá, huyện Tuyên Hoá, tỉnh Quảng Bình, khởi đầu từ đỉnh núi có độ cao 266 m, tuyến địa giới hành chính đi theo hướng chính là hướng Đông Bắc đến ngã ba giữa sông Rào Bội và sông Ngàn Sâu, theo sông Rào Bội đến ngã ba giữa sông Rào Bội với đường hào (do nhân dân hai xã Hương Trạch và Hương Hoá đào năm 1965), đi theo đường hào đến điểm gặp đường Hồ Chí Minh (Quốc lộ 15 cũ), theo phân thuỷ đồi (Lèn Đá Đen) xuống gặp đường đất lớn, gặp đường mòn; từ đây đi theo chân đồi (không tên) đến khe suối (không tên), đi theo khe suối (không tên) đến ngã ba khe suối, đi tiếp theo khe núi đến đỉnh núi có toạ độ X = 1 997 600; Y = 48 589 605.
2. Khu vực 2: tuyến địa giới hành chính giữa hai tỉnh tại xã Kỳ Lạc, huyện Kỳ Anh, tỉnh Hà Tĩnh và xã Ngư Hóa, huyện Tuyên Hóa, tỉnh Quảng Bình, khởi đầu từ yên ngựa (phía Tây Nam núi Hòn Moi), tuyến địa giới hành chính đi theo hướng chính là hướng Đông Bắc, theo phân thuỷ qua các đỉnh núi Hòn Moi, núi Đá Đen, núi có độ cao 178 m đến ngã ba giữa sông Rào Trổ với suối cạn, đi theo sông Rào Trổ đến ngã ba giữa sông Rào Trổ với khe Ba Lát, đi theo khe Ba Lát qua điểm cắt với đường Đá đến ngã ba giữa khe Ba Lát với suối cạn; từ đây đi theo phân thuỷ qua các đỉnh núi có độ cao 248 m, 130 m đến đỉnh núi (không tên) có toạ độ X = 1 980 850; Y = 48 635 765.

#### Năm 2013: Nghị quyết số 125/NQ-CP
- Nghị quyết số 125/NQ-CP[26] ngày 20 tháng 12 năm 2013 của Chính phủ về việc điều chỉnh địa giới hành chính huyện Quảng Trạch để thành lập mới thị xã Ba Đồn và 6 phường thuộc thị xã Ba Đồn, tỉnh Quảng Bình:

1. Thành lập thị xã Ba Đồn trên cơ sở điều chỉnh 16.318,28 ha diện tích tự nhiên, 115.196 nhân khẩu của huyện Quảng Trạch (bao gồm toàn bộ diện tích tự nhiên, dân số của thị trấn Ba Đồn và 15 xã Quảng Long, Quảng Phong, Quảng Thọ, Quảng Thuận, Quảng Phúc, Quảng Sơn, Quảng Tiên, Quảng Trung, Quảng Tân, Quảng Thủy, Quảng Minh, Quảng Lộc, Quảng Hải, Quảng Hòa, Quảng Văn).
2. Thị xã Ba Đồn có 16.318,28 ha diện tích tự nhiên, 115.196 nhân khẩu và 16 đơn vị hành chính cấp xã (6 phường và 10 xã).
3. Thành lập 6 phường thuộc thị xã Ba Đồn
  - Thành lập phường Ba Đồn trên cơ sở toàn bộ 200,81 ha diện tích tự nhiên và 10.357 nhân khẩu của thị trấn Ba Đồn.
  - Thành lập phường Quảng Long trên cơ sở toàn bộ 911,61 ha diện tích tự nhiên và 7.011 nhân khẩu của xã Quảng Long.
  - Thành lập phường Quảng Phong trên cơ sở toàn bộ 470,04 ha diện tích tự nhiên và 6.705 nhân khẩu của xã Quảng Phong.
  - Thành lập phường Quảng Thọ trên cơ sở toàn bộ 916,74 ha diện tích tự nhiên và 13.788 nhân khẩu của xã Quảng Thọ.
  - Thành lập phường Quảng Thuận trên cơ sở toàn bộ 771,08 ha diện tích tự nhiên và 8.628 nhân khẩu của xã Quảng Thuận.
  - Thành lập phường Quảng Phúc trên cơ sở toàn bộ 1.435,46 ha diện tích tự nhiên và 10.144 nhân khẩu của xã Quảng Phúc.
4. Kết quả sau khi điều chỉnh địa giới hành chính huyện Quảng Trạch để thành lập thị xã Ba Đồn và 6 phường thuộc thị xã Ba Đồn, tỉnh Quảng Bình:
  1. Huyện Quảng Trạch còn lại 45.070,22 ha diện tích tự nhiên, 95.542 nhân khẩu và 18 xã (18 xã và không có thị trấn).
  2. Tỉnh Quảng Bình có 806.526,67 ha diện tích tự nhiên, 856.225 nhân khẩu, 8 đơn vị hành chính cấp huyện (6 huyện, 1 thành phố và 1 thị xã), 159 đơn vị hành chính cấp xã (136 xã, 16 phường và 7 thị trấn).

#### Năm 2020: Nghị quyết số 862/NQ-UBTVQH14
- Nghị quyết số 862/NQ-UBTVQH14[27] năm 2020 của Ủy ban Thường vụ Quốc hội về việc sắp xếp các đơn vị hành chính cấp xã thuộc tỉnh Quảng Bình:

- Huyện Lệ Thủy

1. Thành lập xã Ngư Thủy trên cơ sở nhập toàn bộ 13,50 km2 diện tích tự nhiên, 2.210 người của xã Ngư Thủy Trung và toàn bộ 9,90 km2 diện tích tự nhiên, 2.895 người củaxã Ngư Thủy Nam.
2. Nhập toàn bộ 15,14 km2 diện tích tự nhiên, 2.828 người của xã Văn Thủy vào xã Trường Thủy.
3. Sau khi sắp xếp, huyện Lệ Thủy có 26 đơn vị hành chính cấp xã, gồm 24 xã và 02 thị trấn.

- Thành phố Đồng Hới

1. Thành lập phường Đồng Hải trên cơ sở toàn bộ 0,56 km2 diện tích tự nhiên, 2.503 người của phường Đồng Mỹ và toàn bộ 1,37 km2 diện tích tự nhiên, 3.454 người của phường Hải Đình.
2. Sau khi sắp xếp, thành phố Đồng Hới có 15 đơn vị hành chính cấp xã, gồm 09 phường và 06 xã.

- Huyện Bố Trạch

1. Thành lập xã Hải Phú trên cơ sở nhập toàn bộ 12,66 km2 diện tích tự nhiên, 3.937 người của xã Phú Trạch và toàn bộ 1,94 km2 diện tích tự nhiên, 8.961 người của xã Hải Trạch.
2. Nhập toàn bộ 7,63 km2 diện tích tự nhiên và 3.586 người của xã Hoàn Trạch vào thị trấn Hoàn Lão.
3. Thành lập thị trấn Phong Nha trên cơ sở toàn bộ 99,48 km2 diện tích tự nhiên và quy mô dân số 12.475 người của xã Sơn Trạch.
4. Sau khi sắp xếp, huyện Bố Trạch có 28 đơn vị hành chính cấp xã, gồm 25 xã và 03 thị trấn.

- Huyện Quảng Trạch

1. Thành lập xã Liên Trường trên cơ sở nhập toàn bộ 7,61 km2 diện tích tự nhiên, 3.093 người của xã Quảng Trường và và toàn bộ 18,19 km2 diện tích tự nhiên, 3.817 người của xã Quảng Liên.
2. Sau khi sắp xếp, huyện Quảng Trạch có 17 đơn vị hành chính cấp xã, gồm 17 xã.

- Huyện Tuyên Hóa

1. Nhập toàn bộ 23,76 km2 diện tích tự nhiên và 2.298 người của xã Nam Hóa vào xã Thạch Hóa.
2. Sau khi sắp xếp, huyện Tuyên Hóa có 19 đơn vị hành chính cấp xã, gồm 18 xã và 01 thị trấn.

- Huyện Minh Hóa

1. Nhập toàn bộ 7,29 km2 diện tích tự nhiên và 1.329 người của xã Quy Hóa vào thị trấn Quy Đạt.
2. Sau khi sắp xếp, huyện Minh Hóa có 15 đơn vị hành chính cấp xã, gồm 14 xã và 01 thị trấn.
3. Tỉnh Quảng Bình có 08 đơn vị hành chính cấp huyện, gồm 06 huyện, 01 thị xã và 01 thành phố; 151 đơn vị hành chính cấp xã, gồm 128 xã, 15 phường và 08 thị trấn.

#### Năm 2024: Nghị quyết số 1242/NQ-UBTVQH15
- Nghị quyết số 1242/NQ-UBTVQH15[28] ngày 24 tháng 10 năm 2024 của Ủy ban Thường vụ Quốc hội về việc sắp xếp các đơn vị hành chính cấp xã thuộc của tỉnh Quảng Bình giai đoạn 2023 - 2025:
- Huyện Minh Hóa

1. Thành lập xã Tân Thành trên cơ sở nhập toàn bộ diện tích tự nhiên là 30,29 km2, quy mô dân số là 714 người của xã Hóa Phúc, toàn bộ diện tích tự nhiên là 26,32 km2, quy mô dân số là 3.169 người của xã Hóa Tiến và toàn bộ diện tích tự nhiên là 33,16 km2, quy mô dân số là 1.571 người của xã Hóa Thanh.
2. Sau khi sắp xếp, huyện Minh Hóa có 13 đơn vị hành chính cấp xã, gồm 12 xã và 01 thị trấn.

- Huyện Bố Trạch

1. Thành lập xã Hạ Mỹ trên cơ sở nhập toàn bộ diện tích tự nhiên là 18,40 km2, quy mô dân số là 5.372 người của xã Hạ Trạch và toàn bộ diện tích tự nhiên là 9,28 km2, quy mô dân số là 3.615 người của xã Mỹ Trạch.
2. Thành lập xã Lý Nam trên cơ sở nhập toàn bộ diện tích tự nhiên là 19,25 km2, quy mô dân số là 3.827 của xã Nam Trạch và toàn bộ diện tích tự nhiên là 22,22 km2, quy mô dân số là 5.380 của xã Lý Trạch.
3. Sau khi sắp xếp, huyện Bố Trạch có 26 đơn vị hành chính cấp xã, gồm 23 xã và 03 thị trấn.

- Huyện Quảng Trạch

1. Thành lập xã Phù Cảnh trên cơ sở nhập toàn bộ diện tích tự nhiên là 3,65 km2, quy mô dân số là 4.281 của xã Phù Hóa và toàn bộ diện tích tự nhiên là 7,74 km2, quy mô dân số là 5.001 người của xã Cảnh Hóa.
2. Sau khi sắp xếp, huyện Quảng Trạch có 16 xã.

- Huyện Quảng Ninh

1. Nhập toàn bộ diện tích tự nhiên là 5,38 km2, quy mô dân số là 5.023 người của xã Lương Ninh vào thị trấn Quán Hàu.
2. Sau khi sắp xếp, huyện Quảng Ninh có 14 đơn vị hành chính cấp xã, gồm 13 xã và 01 thị trấn.
3. Sau khi sắp xếp các đơn vị hành chính cấp xã, tỉnh Quảng Bình có 8 đơn vị hành chính cấp huyện, gồm 6 huyện, 1 thị xã và 1 thành phố; 145 đơn vị hành chính cấp xã, gồm 122 xã, 15 phường và 8 thị trấn.

#### Năm 2025: Nghị quyết số 202/2025/QH15
Ngày 12 tháng 6 năm 2025, Quốc hội ban hành Nghị quyết số 202/2025/QH15 về việc sắp xếp đơn vị hành chính cấp tỉnh (nghị quyết có hiệu lực từ ngày 12 tháng 6 năm 2025). Theo đó, sáp nhập tỉnh Quảng Bình vào tỉnh Quảng Trị.